# Teofila Grunberg
Teofila Grunberg (Grynberg) przybrane nazwisko Marta Górska, pseud. Magda, Marta (ur. 1897 w Warszawie, zm. 1937 lub 1938 w ZSRR) – działaczka komunistyczna.

## Życiorys
Córka żydowskiego robotnika Matiasa, siostra działaczy komunistycznych Abrama i Józefa. Od XII 1915 działaczka SDKPiL, w 1916 została członkinią Zarządu Dzielnicowego (ZD) SDKPiL Muranów, w 1918 włączona do Komitetu Warszawskiego SDKPiL. Działaczka Związku Zawodowego pracownic Igły i agitatorka wśród młodzieży robotniczej. Delegatka organizacji warszawskiej SDKPiL na I Założycielski Zjazd KPRP 16 XII 1918 w Warszawie. Potem działała w Komitecie Warszawskim KPRP, a wiosną 1919 wysłana do pracy w Komitecie Okręgowym (KO) KPRP w Łodzi, gdzie poznała swojego przyszłego męża I. Segalewicza. 3 V 1920 brała udział w I Ogólnokrajowej Konferencji KPRP jako przedstawicielka organizacji łódzkiej, a w grudniu 1920 uczestniczyła w przygotowaniu i przeprowadzeniu łódzkiej okręgowej konferencji KPRP, po której została aresztowana i 3 VI 1921 skazana w Łodzi na 4 lata więzienia. Karę odbywała w żeńskim oddziale Pawiaka, tzw. Serbii. 1922 w ramach wymiany więźniów wyjechała do ZSRR, gdzie używała przybranego nazwiska Marta Górska, pracując w Giełdzie Pracy w Moskwie. Skończyła kurs na Komunistycznym Uniwersytecie im. Swierdłowa, po czym pracowała w Komitecie rejonowym RKP(b) w moskiewskiej dzielnicy. Od 1927 studiowała na wydziale historii w Instytucie Czerwonej Profesury. Wykładała w szkołach partyjnych i na kursach organizowanych przez polską sekcję Kominternu. Podczas walk frakcyjnych w KPP była zwolenniczką ultralewicowej mniejszości. Od 1932 członkini kierownictwa szkoły partyjnej przy polskiej sekcji Kominternu, 8-18 X 1932 k. Mohylewa brała udział w obradach VI Zjazdu KPP jako gość. Uczestniczyła również w pracach Komisji Programowej KPP. 1933–1937 kierowała Wydziałem Propagandy Komitetu Rejonowego WKP(b) w Sokolnikach - dzielnicy Moskwy. VII 1937 odsunięta od pracy w aparacie partyjnym w związku z aresztowaniami wśród działaczy KPP, została krawcową w Teatrze Wielkim w Moskwie. 24 VIII 1937 aresztowana, zginęła podczas Wielkiego Terroru. W 1956 pośmiertnie zrehabilitowana.